# Mức bội thể

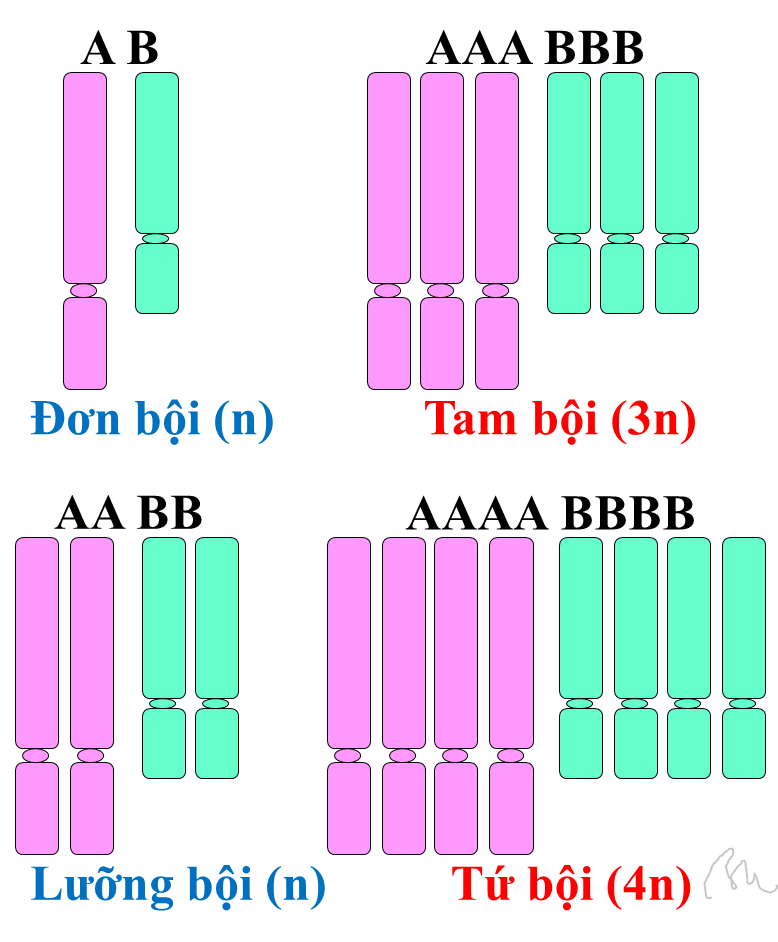
Sơ đồ mô tả đơn giản bộ nhiễm sắc thể với hai loại nhiễm sắc thể là A (màu hồng) và B (xanh). Ở bộ đơn bội (n) thì mỗi loại chỉ có một nhiễm sắc thể. Ở bộ lưỡng bội (2n) thì mỗi loại có hai bản sao, tạo thành hai cặp nhiễm sắc thể tương đồng. Ở bộ tam bội (3n) thì có ba bản sao mỗi loại, còn ở tứ bội (4n) thì mỗi loại có bốn chiếc.

Trong di truyền học, mức bội thể (tiếng Anh: ploidy, IPA: /ˈplɔɪdi/), đôi khi được gọi là bộ nhiễm sắc thể, là số lượng nhiễm sắc thể trong nhân của một tế bào hoặc của một mô hay của cả một cơ thể sinh vật.
Một bộ nhiễm sắc thể như thế có thể là đơn bội, lưỡng bội, đa bội hoặc dị bội,... Trong các mô khác nhau của một cơ thể sinh vật có thể có nhiều bộ nhiễm sắc thể khác nhau về số lượng nhiễm sắc thể, chẳng hạn như ở người bình thường, hầu hết các tế bào và các mô trong cơ thể có 46 nhiễm sắc thể trong một tế bào, nhưng lại chỉ có 23 nhiễm sắc thể ở mỗi giao tử (trứng hay tinh trùng).
Cách dùng trong ngôn ngữ:
- "X bội", với x là đơn, lưỡng hoặc một số Hán-Việt (như tam, tứ, lục,...), không dùng "nhất bội", "nhị bội" hay "song bội".
- "Bộ nhiễm sắc thể x bội" được dùng như cụm danh từ. Ví dụ: "tế bào có bộ nhiễm sắc thể tam bội", tức "tế bào có ba bộ nhiễm sắc thể đơn bội".
- "X bội" được dùng như tính từ trực tiếp cho sinh vật. Ví dụ: dưa hấu tứ bội, cá lóc tam bội
- "Mức bội thể" là đại lượng để đo số lượng bộ nhiễm sắc thể đơn bội trong tế bào. Ví dụ: "sinh vật có mức bội thể lẻ thường vô sinh".
- Thông thường chỉ dùng "x bội" với mức bội thể bé hơn hoặc bằng 4. Từ 5 trở đi thường sử dụng 5n, 6n, 7n. Ví dụ: bộ nhiễm sắc thể 7n, tế bào 6n nguyên phân thành bốn tế bào 3n.

Khi sử dụng trong ngôn ngữ, ta dùng "bộ nhiễm sắc thể x bội" với x là đơn, nhị hoặc một số Hán-Việt và dùng như cụm danh từ. Ví dụ: "tế bào có bộ nhiễm sắc thể tam bội", tức "tế bào có ba bộ nhiễm sắc thể đơn bội". "X bội" cũng được dùng như tính từ. Ví dụ

## Từ nguyên
Thuật ngữ "ploidy" có nguồn gốc từ tiếng Hy Lạp cổ đại πλόος (/-plóos/, nghĩa là "fold": lần) và -ειδής (/eidḗs/)  từ εἶδος (/eîdos/, nghĩa là "form, likeness": dạng, giống như).
Nhà thực vật học người Ba Lan là Eduard Giorgburger đã đặt ra các thuật ngữ "haploid" (đơn bội) và "diploid" (lưỡng bội) vào năm 1905, có thể là dựa trên ý tưởng của August Weismann trong lý thuyết dòng mầm. Sau đó, hai thuật ngữ này đã được chuyển từ tiếng Đức thành tiếng Anh qua bản dịch cuốn sách của Giorgburger do William Henry Lang biên dịch vào năm 1908.
Nghĩa chính của từ Hy Lạp ᾰ̔πλόος (/haplóos/) là "đơn", từ ἁ- (ha-, nghĩa là "một, giống nhau"). διπλόος (diplóos) có nghĩa là "song, hai lần". Do đó, diploid  có nghĩa đen là "song hình".

## Các kiểu chính
Một bộ nhiễm sắc thể có thể gặp trong tự nhiên ở nhiều kiểu khác nhau, dựa vào số nhiễm sắc thể và nguồn gốc các nhiễm sắc thể trong tế bào.

### Bộ đơn bội

So sánh về sinh sản hữu tính ở sinh vật đơn bội và sinh vật lưỡng bội.
1: Sinh vật đơn bội: bên trái; sinh vật lưỡng bội: bên phải. 2 và 3: Trứng mang nhiễm sắc thể tím có gen trội, tinh trùng mang gen lặn (màu xanh) phát sinh qua nguyên phân. 4 và 5: Trứng và tinh trùng tương tự như 3 và 4, nhưng phát sinh qua giảm phân, nên giảm một nửa số nhiễm sắc thể trong các tế bào mầm 2n.6: Trạng thái 2n của sinh vật đơn bội. 7: Hợp tử 2n hình thành (như 6). 8: Tế bào 2n tạo ra các bào tử đơn bội, khôi phục lại thể giao tử. Vì chỉ có n nhiễm sắc thể, nên gen trội (tím) và gen lặn (xanh) cùng biểu hiện ở kiểu hình.9:) Trong khi đó, hợp tử 2n nguyên phân bào tạo ra một cơ thể đa bào, thì ở các tế bào chỉ có gen trội biểu hiện ra kiểu hình (màu tím), còn gen lặn thì không (màu xanh không biểu hiện).

Số nhiễm sắc thể trong bộ đơn bội thường được kí hiệu là n (gốc từ "number"). Thuật ngữ đơn bội (haploid hay monoploid) được sử dụng với các nội hàm khác nhau, nhưng có liên quan với nhau.
- Theo nội hàm thường dùng với động vật, thì bộ đơn bội là bộ nhiễm sắc thể của giao tử, nghĩa là mỗi giao tử bình thường chỉ có n nhiễm sắc thể.[19] Trong quá trình sinh sản hữu tính, mỗi cơ thể nhất thiết phải bắt đầu phát triển từ một hợp tử, là kết hợp giữa một giao tử cái (n) với một giao tử đực (n) duy nhất, nên hợp tử là một tế bào xôma (2n). Do đó, mỗi giao tử bình thường chỉ mang một nửa số bộ nhiễm sắc thể của một tế bào xôma, nên "đơn bội" - theo nghĩa này - là có một nửa số nhiễm sắc thể được tìm thấy trong một tế bào xôma, nghĩa là một bộ đơn bội chỉ chứa một bản sao của mỗi nhiễm sắc thể trong cả bộ nhiễm sắc thể, còn một tế bào xôma thì chứa hai bản sao của mỗi nhiễm sắc thể (hai bộ nhiễm sắc thể đơn bội). Nội dung này dùng phổ biến, nhất là trong giới động vật và đơn bội = n.
- Tuy nhiên, ở giới thực vật lại có những cơ thể bình thường, khoẻ mạnh mà có số nhiễm sắc thể = 4n (thể tứ bội) hoặc hơn nữa. Do vậy, giao tử của cơ thể 4n này sẽ là 2n nhiễm sắc thể. Vậy trong trường hợp này thì - theo định nghĩa trên - giao tử của nó vẫn có thể được gọi là đơn bội mặc dù chúng là 2n (lưỡng bội).
- Bởi thế, để tránh nhầm lẫn, một nội hàm khác của khái niệm "haploid" (đơn bội) định nghĩa "haploid" là bộ nhiễm sắc thể chỉ có một bản sao của mỗi nhiễm sắc thể -  một và chỉ một mà thôi.[20] Do đó, một tế bào nhân thực chỉ được gọi là có bộ nhiễm sắc thể  đơn bội khi nó chỉ có một bộ nhiễm sắc thể mà thôi. Vì vậy, khái niệm "đơn bội" sẽ không được sử dụng để chỉ các giao tử có nhiều hơn n nhiễm sắc thể, chẳng hạn giao tử 2n do cây tứ bội tạo ra trong ví dụ trên thì không gọi là tế bào đơn bội, mà người ta nói rõ là giao tử lưỡng bội.[5][7][8] Nội hàm này thường sử dụng phổ biến cho cả động vật và thực vật.

### Bộ lưỡng bội
Bộ lưỡng bội (diploid) có hai nhiễm sắc thể tương đồng ở mỗi cặp nhiễm sắc thể, trong đó một chiếc do bố truyền cho, còn chiếc kia kế thừa từ mẹ.
Chẳng hạn ở người bình thường, mỗi tế bào lưỡng bội có 46 nhiễm sắc thể (2n), trong đó có n = 23 chiếc nhận từ bố qua tinh trùng, còn n = 23 chiếc nữa nhận từ mẹ qua trứng. Ở mỗi Retroviruses có chứa hai bản sao bộ gen RNA của chúng trong mỗi hạt virus cũng được gọi là lưỡng bội; tương tự như vậy với HIV.

### Bộ đa bội
Bộ đa bội (polyploidy) là trạng thái mà tế bào hoặc mô hay cả cơ thể có số lượng nhiễm sắc thể là bội số của bộ nhiễm sắc thể cơ bản (đơn bội), nhưng bội số này lớn hơn 2; còn cơ thể có bộ đa bội gọi là thể đa bội.
- Nếu bội số này là 3 thì gọi là tam bội (triploid), là 4 thì gọi là tứ bội (tetraploid), là 5: ngũ bội (pentaploid), 6: lục bội (hexaploid),... có khi tới thập lục bội (hexadecaploid) hoặc hơn nữa. Trong trường hợp số nhiễm sắc thể trong bộ đa bội quá nhiều, người ta thường không dùng thuật ngữ chỉ số của Hy Lạp nữa cho đỡ phức tạp, mà dùng chữ số cụ thể. Ví dụ nhiễm sắc thể đa sợi (polytene) của ruồi giấm có thể là 1024 bội, hay ở tế bào tuyến tơ của tằm Bombyx mori lên tới 1048576 bội.[23][24][25][26][27][28][29]
- Nếu bộ đa bội gồm các bộ nhiễm sắc thể có nguồn gốc từ cùng một loài, thì thể đa bội chứa nó gọi là thể tự đa bội.[5][7] Còn nếu bộ đa bội lại gồm các nhiễm sắc thể có nguồn gốc từ nhiều loài khác nhau, thì thể đa bội chứa nó gọi là thể dị đa bội,[5][7] thuật ngữ tiếng Anh tương ứng gọi là allopolyploids (hoặc amphidiploids). Ví dụ như loài nhân tạo cải bắp lai cải củ (Brassicoraphanus) có bộ nhiễm sắc thể lưỡng bội (2n) của cải bắp và bộ nhiễm sắc thể 2n của cải củ, nhưng không phải là tự tứ bội, mà là dị tứ bội, hay đã được định nghĩa là thể song lưỡng bội.[7]
- Loài lúa mì trồng phổ biến hiện nay là Triticum aestivum đã được chứng minh là có nguồn gốc từ ba loài tổ tiên khác nhau, mỗi loài tổ tiên này đều có x = 7 nhiễm sắc thể trong giao tử đơn bội của nó,[30] đã hình thành theo con đường lai xa kết hợp với đa bội hoá tự nhiên nhiều lần.[5][7] Nếu gọi ba loài tổ tiên này là A, B và C, còn gọi bộ nhiễm sắc thể lưỡng bội của mỗi loài tổ tiên này lần lượt là AA, BB và CC thì lúa mì Triticum aestivum hiện nay có bộ nhiễm sắc thể là AABBCC với số lượng nhiễm sắc thể = 6 × 7 = 42, nghĩa là thuộc dạng dị lục bội. Tuy nhiên, giao tử của loài này mang bộ nhiễm sắc thể là ABC có 3 × 7 = 21 nhiễm sắc thể, thì không thể gọi là tế bào tam bội được, nên trường hợp này (cũng như nhiều trường hợp khác tương tự), người ta gọi x là số nhiễm sắc thể đơn bội của loài tổ tiên, còn tế bào xôma của nó có 6x = 42; do đó số đơn bội n là 21, tức là n = 3x bởi vì mỗi giao tử vẫn chứa một nửa thông tin di truyền của các tế bào xôma từ bố mẹ, nhưng không phải là bộ đơn bội ban đầu.[30] Theo cách mô tả này, thì ở người có x = n = 23.

### Các trường hợp khác
- Siêu đa bội: Ở trùng lông có hai nhân, riêng nhân lớn chứa các nhiễm sắc thể siêu nhỏ (nanochromosome) với mức bội thể lên tới 2.964 × 107.
- Hỗn bội (mixoploidy) là trường hợp một cơ thể có nhiều dòng dòng tế bào, một lưỡng bội và một đa bội cùng tồn tại. Sinh vật ở trường hợp này đã được dịch là thể khảm về số nhiễm sắc thể.[7] Ví dụ một cây cà chua lưỡng bội (2n) lại có một cành tứ bội (4n). Ở người cũng đã thấy các trường hợp còn sống mà một dòng tế bào có 46 nhiễm sắc thể (tức 2n là bình thường) và một dòng hỗn hợp có 69 chiếc (46 + 23), thậm chí phát hiện cả một số tế bào có 92 nhiễm sắc thể.[31]
- Nhị đơn bội (dihaploid) như ở dikaryon của nấm có hai nhân đơn bội riêng biệt, khác với một tế bào lưỡng bội. Thuật ngữ "dihaploid" này được Bender đặt ra để kết hợp trong một khái niệm số lượng bản sao bộ nhiễm sắc thể lưỡng bội và nguồn gốc của chúng (đơn bội). Thuật ngữ này cũng đã được sử dụng cho dạng "đơn bội kép" là thể đồng hợp về mọi cặp gen, được sử dụng trong nghiên cứu di truyền học và trong khoa học chọn giống.[32]
- Thể dị bội (aneuploidy) cũng còn gọi là thể lệch bội là cơ thể có thêm hoặc bớt một hoặc vài chiếc nhiễm sắc thể riêng biệt. Trường hợp này không phải là đơn bội hay đa bội (được gọi chung là euploid). Ví dụ ở người, các thể sau đây không phải là "euploid" mà là "aneuploidy":
  - Bệnh nhân mắc hội chứng Đao có ba bản sao của nhiễm sắc thể 21 (3.21), trong khi người bình thường chỉ có hai chiếc.
  - Bệnh nhân mắc hội chứng Tơcnơ thiếu một nhiễm sắc thể giới tính X (X0), trong khi nữ giới bình thường là XX.
  - Bệnh nhân mắc hội chứng Klaiphentơ thường đặc trưng bởi số nhiễm sắc thể giới tính thừa ra là XXY, XXXY, trong khi nam giới bình thường là XY.

Trong trường hợp dị bội (aneuploid) như vậy hoặc tương tự như vậy thì được đặt tên với hậu tố -somy (chứ không phải -ploidy), ví dụ thể 3.21 gọi là trisomy (thể ba), còn thể X0 gọi là monosomy (thể một).

## Một số thuật ngữ về bộ nhiễm sắc thể (NST)
| Thuật ngữ       | Mô tả                                              | Ví dụ ở người bình thường |
| --------------- | -------------------------------------------------- | ------------------------- |
| Số bộ NST (n)   | Số lượng bộ NST trong một tế bào                   | 2n ở tế bào xôma          |
| Số đơn bội (x)  | Số chiếc NST đếm được ở một bộ đơn bội riêng biệt. | x = n = 23                |
| Số NST          | Tổng số chiếc NST trong toàn bộ                    | 46                        |
| Số NST ở hợp tử | Số lượng chiếc NST trong tế bào hợp tử             | 46                        |
| Số đơn bội      | Số lượng chiếc NST đếm được ở một giao tử          | 23                        |

Khoai tây người ta thường ăn (Solanum tuberosum) là một thể tứ bội, mang bốn bộ nhiễm sắc thể (n = 4) với số NST đơn bội (x) = 12. Trong quá trình thụ tinh tạo thành hợp tử sẽ nảy mầm thành cây khoa tây này, thì mỗi hợp tử khoai tây nhận được  hai bộ 12 nhiễm sắc thể của bố (cây cung cấp hạt phấn) và hai bộ 12 nhiễm sắc thể từ mẹ (cây có noãn được thụ phấn). Bốn bộ kết hợp cung cấp đầy đủ gồm 48 nhiễm sắc thể. Do đó, bộ đơn bội là 24.